# Tarì

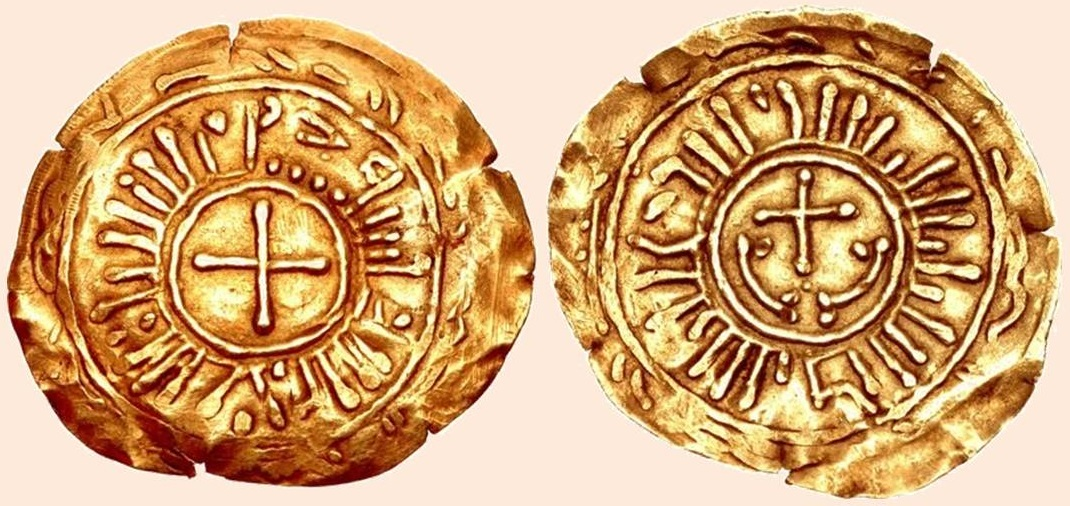
Tarì coniato ad Amalfi

Il tarì è il nome di varie monete circolate nell'area del Mediterraneo.

## Etimologia
Il termine deriva dal latino medievale tarenus, che a sua volta viene dall'arabo طري (tarī), ovvero fresco [di conio]. Altri nomi sono taro, tarino, trapesso o trappeso.

## Storia

### Arabi di Sicilia
Nasce come moneta araba d'oro dal peso di circa 1 grammo dal valore di circa 1/4 del dinar arabo-islamico e inizialmente chiamata rubaʿi (lett. quartino). Fu introdotto in Sicilia verso il 913 dai Fatimidi. Era coniato con caratteri cufici ed il metallo era di buona qualità.
Imitazioni in buona lega furono fatte dai longobardi a Salerno ed Amalfi tra il 940 ed il 1087.
Queste imitazioni divennero di qualità scadente e verso la metà dell'XI secolo la legenda araba che era circolare fu cambiata e disposta in più linee sia al dritto che al rovescio.

### Amalfi
Il tarì amalfitano fu la prima moneta d'oro coniata da uno stato occidentale, la repubblica marinara di Amalfi, dalla caduta dell'Impero Romano d'Occidente. Esso, derivato dall'omonima ed equivalente moneta araba, era segno della ricchezza della repubblica marinara accettato in tutto il Mediterraneo.
Nella zona della città, vicino alla spiaggia, c'era una piazza dove operavano i cambiavalute ed i firmatari delle banche fiorentine e senesi.
La Zecca di Amalfi cessò la sua attività nel 1220, quando Federico II la chiuse.

### Regno di Sicilia
Dopo la conquista normanna e la nascita della Contea di Sicilia, la coniazione fu mantenuta. Le prime monete della Dinastia Altavilla furono coniate da Roberto il Guiscardo prima a Palermo (ca. 1071) e poi a Salerno (ca. 1080). Le monete continuavano a presentare inizialmente legende cufiche.
Monete con legende cufiche più o meno corrotte furono coniate nell'Italia meridionale mentre in Sicilia le legende erano copiate con esattezza. 
Quando nel 1130 la Contea di Sicilia venne elevata a Regno di Sicilia, comparvero le prime monete con le sigle cristiane che risalgono al regno Ruggero II (1130-1154): ai lati della croce era scritto ΙC ΧC e ΝΙ ΚΑ, sigla mantenuta dai suoi successori.
Con  Federico II della dinastia degli Hohenstaufen, fu chiusa la zecca di Amalfi e furono coniati nelle altre città dei multipli del tarì, con un peso che superava i 5 grammi, e con l'aquila sveva ad ali spiegate. L'augustale di Federico aveva il valore di 5 tarì. Le monete degli Svevi erano date a peso e quindi si trovano con forti differenze di peso tra un pezzo e l'altro.
La coniazione cessò dopo Carlo d'Angiò (1268-1282).
Fu reintrodotto, nel Regno di Sicilia, come moneta d'argento da Ferdinando II di Sicilia. Il valore era di 1/12 di piastra.

### Regno di Napoli
Cesare D'Engenio Caracciolo, nell'opera Napoli Sacra (Napoli, Ottavio Beltrano, 1633), menziona il pagamento di un tarì al mese per il mantenimento della chiesa di Santa Maria di Piedigrotta, fabbricata a Napoli dalla corporazione degli stallieri nel marzo del 1609. 

### Regno di Sicilia (1735-1816)
Nel  Regno di Sicilia ai tempi della dinastia borbonica, il tarì aveva un valore diverso dal Regno di Napoli. Carlo III (1734-1759) coniò una serie di moneta con valore da 1/2, 1, 2, 3, 4, 6 e 12 tarì. I multipli erano in argento a 916‰ mentre il titolo era del 908‰ per il 1/2 tarì ed il tarì. Quest'ultimo pesava 2,16 grammi ed aveva un diametro di 19-20 millimetri.
Il figlio Ferdinando III di Sicilia coniò gli stessi valori del padre nel periodo 1759-1816. Dopo quella data le monetazioni dei due regni (Napoli e Sicilia) furono unificate e non ci furono più monete separate per la Sicilia.
Prima del congresso di Vienna, l'ultima moneta siciliana denominata in tarì fu quella da 12 tarì, battuta nel 1810. Era una moneta di 27,32 grammi di argento al titolo di 854‰ e con un diametro di 38 millimetri. Al dritto il busto corazzato con lunghi capelli e nel giro FERDINANDUS III.D.G.REX; in esergo TARI 12. Al rovescio era raffigurata una grande aquila circondata da una corona d'alloro. Nel giro UTR. SIC. HIER. INFANS HISP. ([Re di] entrambe le Sicilie e Gerusalemme, infante di Spagna). Nel contorno in rilievo SUB BONO PRINCIPE NULLA DOLO VIA.

### Regno delle Due Sicilie (1816-1860)
Il Tarì fu introdotto nuovamente a Napoli da Ferdinando IV, prima nel regno di Napoli e poi nel regno delle Due Sicilie, dove valeva 2 carlini. La monetazione del tarì di Ferdinando inizia nel 1788. La moneta ha il valore di 1/6 di piastra, cioè due carlini o 20 grana. Il diametro è di 25 millimetri, il peso di 4,58 grammi con un titolo di 835/1000. Dopo la fine del periodo napoleonico la monetazione riprese nel 1818 con una moneta leggermente ridotta di diametro (23 mm) e peso (4,5 g).
Il successore, Francesco I coniò il tarì nel 1826 con un titolo diminuito (823/1000) e con un peso aumentato a 4,39 g che, essendo diminuito il diametro, rende la moneta più spessa.
Ferdinando II coniò il tarì tutti gli anni dal 1831 al 1859 con caratteristiche simili alla moneta paterna.
Francesco II, nel suo breve regno, coniò la moneta solo nel 1859.

### Malta
I tarì furono coniati anche a Malta dal 1530 alla fine del XVIII secolo.

### Sovrano Militare Ordine di Malta
Il tarì è tuttora un sottomultiplo dello scudo maltese, emesso dal Sovrano Militare Ordine di Malta. In particolare viene coniata la moneta da 9 tarì.